# 泰國的緬甸人
泰國的緬甸僑民，是泰國最大的移民人口。 根據2014年緬甸人口普查，1,418,472名前緬甸居民，包括812,798名男性和605,674名女性，居住在泰國，約佔緬甸海外人口的70％。泰國的緬甸人往往分為三類：在商業或專業領域工作的專業移民，從事低技能職業的外勞和逃離衝突的難民(羅興亞人、克倫族、撣族)。
緬甸移民工人往往從事漁業和海鮮加工，建築，服裝和家政服務行業等低技能工作。麥覺理大學估計，從泰國到緬甸的年均匯款額超過3億美元。緬甸國民進入泰國的運動始於20世紀70年代，此前的1962年緬甸政變，與緬甸式社會主義的實施導致經濟衰退，以及持續的內部衝突。緬甸移民為泰國經濟做出了巨大貢獻，佔泰國國內生產總值的5％至6.2％。
龍仔厝府是泰國最大的緬甸移民社區的所在地，代表著約20萬緬甸移民。其他大型緬甸社區居住在Mae Sot和拉廊。2003年，泰國和緬甸政府簽署了一份諒解備忘錄，正式承認這一勞務移民流動，並通過政府計劃使移民合法化，直接從緬甸招募工人，並使用國籍核查程序，移民工人獲得臨時護照，身份證明，以及將工作狀態變為合法的的逗留兩年的簽證。
還有大約15萬緬甸難民生活在泰緬邊境的9個官方營地。來興府的湄拉難民營是最大的難民營，2014年，泰國政府宣布計劃遣返過去20年來一直居住在邊境難民營的緬甸難民。